# Riu Chattahoochee
El riu Chattahoochee (en anglès: Chattahoochee River) és un llarg riu dels Estats Units, un afluent del riu Apalachicola que marca la meitat sud de la frontera entre Alabama i Geòrgia, així com una part de la frontera de Florida. L'Apalachicola és un riu relativament curt format per la confluència dels rius Chattahoochee i Flint (240 km) i desguassa des de Florida a la badia Apalachicola en el golf de Mèxic. El riu Chattahoochee té una longitud de 690 km. Els rius Chattahoochee, Flint i Apalachicola conformen la Conca Apalachiacola–Chattahoochee–Flint (ACF River Basin), sent el riu Chattahoochee la major part.
Administrativament, el riu travessa l'estat de Geòrgia —comtats de White, Habersham, Hall, Forsyth, Gwinnett, Cobb, Fulton, Douglas, Carroll, Coweta, Heard i Troup—, i és frontera entre Geòrgia i Alabama —comtats georgians de Harris, Muscogee, Chattahoochee, Stewart, Quitman, Clay, Early i Seminole i de Chambers, Lee, Russell, Barbour, Henry i Houston—, i finalment és frontera entre Geòrgia i Florida —comtat de Jackson.

## Nom
El nom Chattahoochee es creu que prové d'una paraula muskogee que significa «pedres marcades» (o pintades), de camús ('pedra') més huchi ('marca'). Això possiblement es refereix als molts colors dels afloraments de granit al llarg del segment nord-est a sud-oest del riu que corre a través de la zona de la falla de Brevard. Un altre nom comú per al riu Chattahoochee és «The Hooch».

## Curs

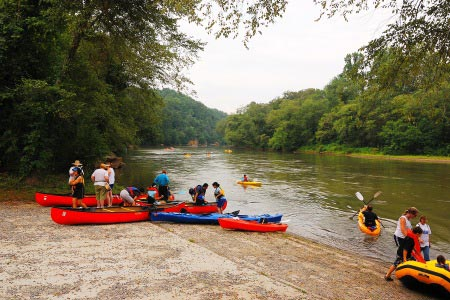
Visitants posant les seves basses, canoes i caiacs en el riu Chattahoochee

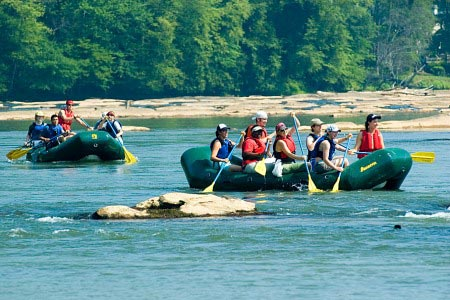
Visitants en basses, canoes i caiacs en el riu Chattahoochee

El riu Chattahoochee neix al nord-est de l'estat de Geòrgia d'una deu a Coon Den Ridge, a prop de Jacks Knob, al sud de les muntanyes Blue Ridge, una subserralada de les muntanyes Apalatxes. Les seves capçaleres flueixen cap al sud des de les crestes que formen la divisòria de la Vall de Tennessee. L'històric sender dels Apalatxes creua les capçaleres superiors del riu. La font del riu i el seu curs superior es troben dins del bosc nacional Chattahoochee (Chattahoochee National Forest).
Des del seu naixement a les muntanyes Blue Ridge, el Chattahoochee flueix cap al sud-oest fins a Atlanta i a través dels seus suburbis. Finalment torna cap al sud per formar la meitat sud de la frontera interestatal Geòrgia / Alabama. Flueix a través d'una sèrie d'embassaments i llacs artificials, flueix per Columbus, la segona ciutat més gran de Geòrgia, i el Fort Benning, una base de l'Exèrcit. A Columbus, creua la línia de la caiguda de l'est Fall Line dels Estats Units.
Des del llac Oliver fins a Fort Benning, el passeig fluvial Chattahoochee (Chattahoochee Riverwalk) ofereix l'oportunitat de practicar el ciclisme, patinatge o caminar al llarg de 24 km de les ribes del riu. Més al sud, s'uneix amb el riu Flint i altres afluents en el llac Seminole, a prop de Bainbridge (GA), per formar el riu Apalachicola que desemboca en el Panhandle de Florida. Encara que és el mateix riu, a aquesta secció del riu els colons separats en diferents regions durant l'època colonial li van donar un nom diferent.